# Mazda
Mazda Motors Corporation (Phiên âm: Ma-zư-đa hoặc Ma-tsư-đa, tiếng Nhật: マツダ株式会社 / Matsuda Kabushiki Gaisha) là công ty đa quốc gia sản xuất xe hơi của Nhật Bản, có trụ sở tại Fuchū, Quận Aki, Hiroshima, Nhật Bản.
Năm 2015, Mazda là nhà sản xuất ô tô lớn thứ 15 trên toàn thế giới.

## Lịch sử
Mazda khởi đầu với tên Công ty TNHH Toyo Cork Kogyo, được thành lập ở Hiroshima, Nhật Bản, ngày 30 tháng 1 năm 1920. Toyo Cork Kogyo đổi tên thành Toyo Kogyo Co., Ltd. vào năm 1927. Vào cuối những năm 1920, công ty được Hiroshima Saving Bank và các nhà lãnh đạo kinh doanh khác ở Hiroshima cứu thoát khỏi tình trạng phá sản.
Năm 1931 Toyo Kogyo thay đổi từ sản xuất máy công cụ đến sản xuất xe ô tô với sự giới thiệu của Mazda-Go autorickshaw. Toyo Kogyo sản xuất vũ khí cho quân đội Nhật trong suốt Thế chiến thứ hai, đáng chú ý nhất là loại súng trường số 99 loại 30 đến 35. Công ty chính thức đổi tên thành Mazda vào năm 1984, mặc dù mỗi chiếc ô tô đều mang tên đó ngay từ đầu. Mazda R360 được giới thiệu vào năm 1960, theo sau là Mazda Carol năm 1962.

## Bán hàng
| Năm  | Việt Nam |
| ---- | -------- |
| 2017 | 2.349    |
| 2018 | 3.613    |
| 2019 | 27.985   |
| 2020 | 35.153   |
| 2021 |          |